# 日本広報センター
財団法人日本広報センター（にほんこうほうセンター）は､1966年12月23日､第61代宰相佐藤栄作の命により創立された民法第34条特例財団法人。本体事業は政府公報の発刊､首相官邸写真室の運営など。政府公報は政府の考えを国民に適切に伝えるためのものであり､所謂プロパガンダ機関でもあった。2009年の政権交代の際､斯くの如き組織があること自体が憚れるとのことで解体が進められ､2013年3月31日に公益法人改革法により､解散の決議はするも前後して民事裁判の被告となったために清算結了は未了､公益法人として存続している。尚､公益財団法人日本廣報として再編・再興中であり､設立準備室長を理事長が兼任している。

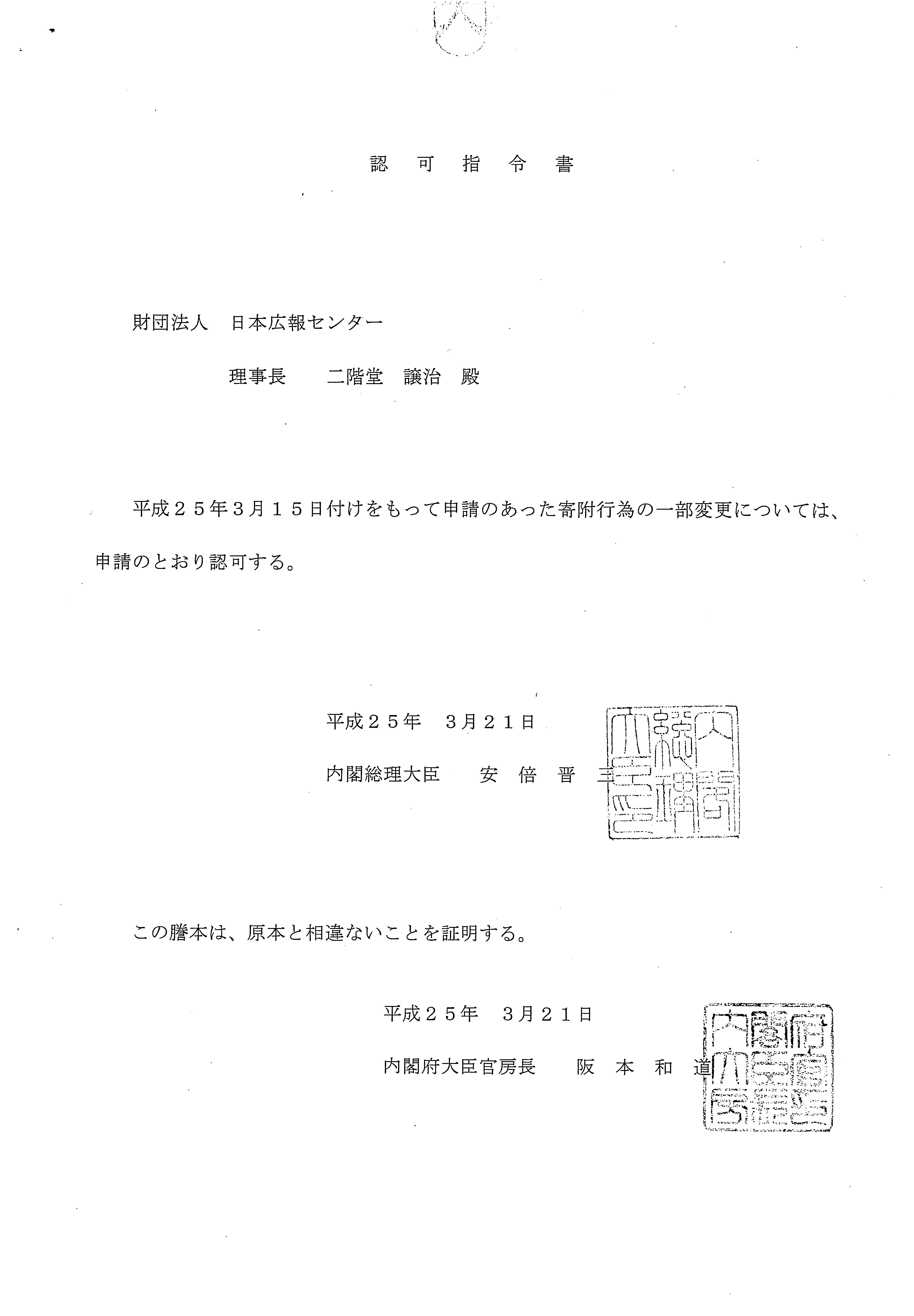

【法人概要(2013年3月31日時点】
法人名：財団法人 日本広報センター（英文表記：Japan information center(略称､JIC)
所在地：東京都千代田区平河町２丁目２番３号
代表者：理事長 二階堂 讓治
主務官庁：内閣府大臣官房政府広報室
【事業目的(寄附行為)】
公共的な事業及び施策の内容を諸団体の協力とその機能の活用によって国の内外に効果的に伝え、その理解を深めて、我が国の民主主義の健全な発展と国際的な評価を高めることに寄与することを目的とする｡(寄附行為 第四条）
【役 員 体 制】
会　長　 :    田中 敬
副会長　：　平野 治夫
理事長　：　二階堂 讓治
理　事　：   山田 泰雄 志磨 克彦 産形 晴彦 平田 竹男
評議員　：
大久保 好男 日本テレビ放送網 株式会社 取締役執行役員
井上 弘 　    株式会社 東京放送 代表取締役社長
日枝 久  　　株式会社 フジテレビジョン 代表取締役会長
早河 洋　  　株式会社 テレビ朝日 代表取締役社長
島田 昌幸　  株式会社 テレビ東京 代表取締役社長
石井 直　　  株式会社 電通 代表取締役社長執行役員
成田 純治　  株式会社 博報堂 代表取締役社長
堺屋 太一　  作家 元経済企画庁長官
静永 純一 株式会社 ＣＮインターボイス 代表取締役会長
西原 春夫　  アジア平和貢献センター理事長 元早稲田大学学長､現名誉教授
監　事　：　竹下 三武郎（三和税理士法人　公認会計士）
【外 局】
公共放送再考推進協議会(公再協 PBRC）
公再協弁護団
Digital Secure Solution Corp.(株)（DSSC）
(株)生活文化研究所（生文研 LCL）
公益財団日本廣報設立準備室
電子公館設立準備室
東日本大震災復興支援プロジェクト
関連項目
内閣府 お問い合わせ先